# Rotaciones en el espacio euclídeo 4-dimensional

Doble rotación de un teseracto, en proyección estereográfica

En matemáticas, el grupo de las rotaciones en cuatro dimensiones respecto a un punto fijo se denota SO(4). El nombre proviene del hecho de que es el grupo ortogonal de orden 4.
En este artículo, rotación significa desplazamiento rotacional. Para evitar la multiplicidad cíclica de los giros, se supone que los ángulos de rotación están comprendidos en el segmento cerrado [0, π], salvo que el contexto lo mencione o lo indique claramente.
Un plano fijo tiene la propiedad de que cada vector en dicho plano no cambia después de la rotación. En un plano invariante, cada vector, aunque puede verse afectado por la rotación, permanece en el plano después de verificarse la rotación.

## Geometría de las rotaciones en 4D
Las rotaciones en cuatro dimensiones son de dos tipos: rotaciones simples y rotaciones dobles.

### Rotaciones simples
Una rotación simple R sobre un centro de rotación O deja un plano fijo completo A (plano axial) que pasa por O. Cada plano B que es completamente ortogonal a A se interseca con A en un cierto punto P. Cada punto P es el centro de la rotación 2D inducida por R en B. Todas estas rotaciones 2D tienen el mismo ángulo de rotación α.
Las semirrectas de O en el plano axial A no se desplazan; las semirrectas de O ortogonales a A giran un ángulo α; todas las demás semirrectas se desplazan en un ángulo menor que α.

### Rotaciones dobles

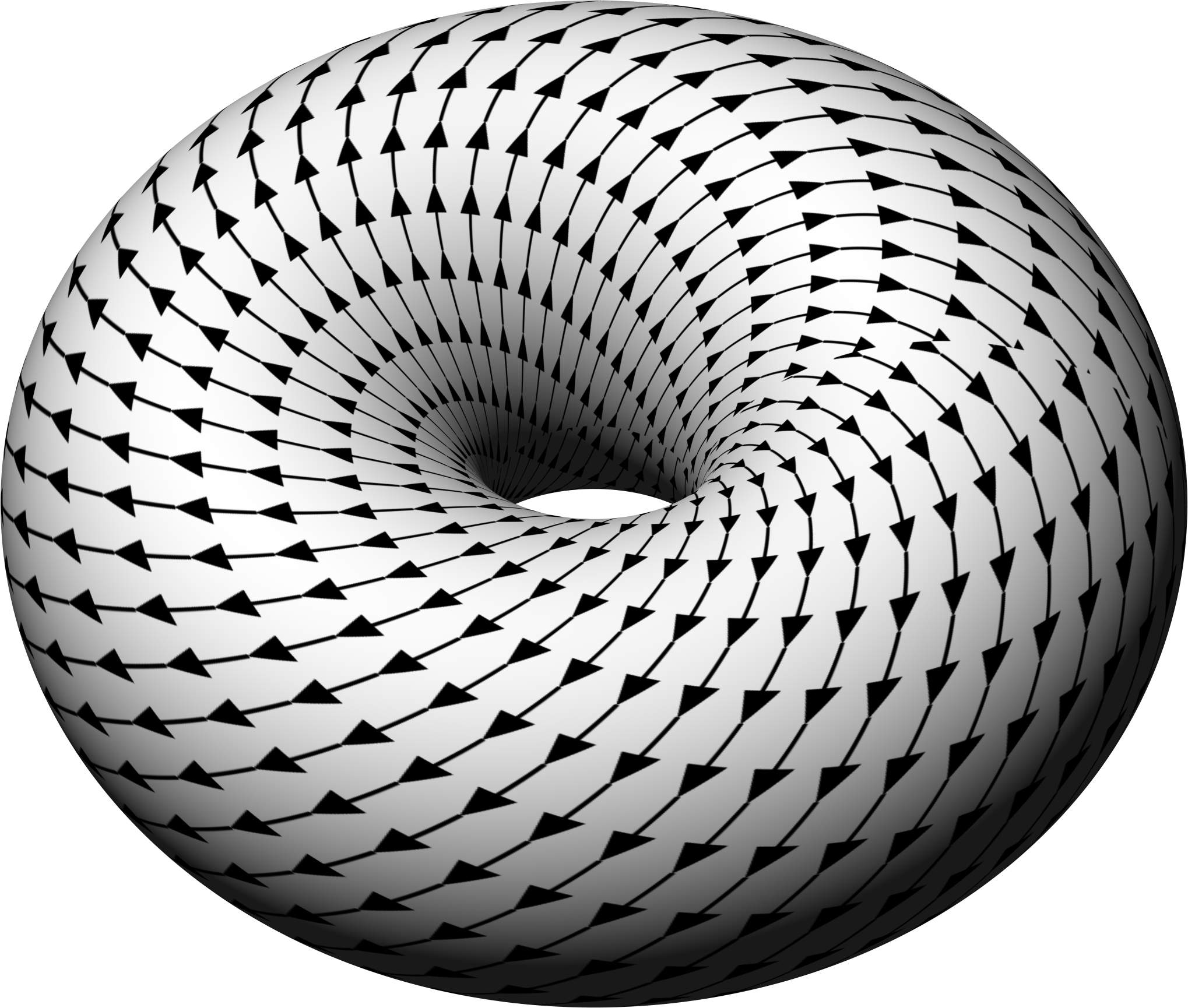
Un toro de Clifford en 4D proyectado estereográficamente en 3D se asemeja a un toro, y una rotación doble puede verse como una trayectoria helicoidal inscrita en un toro. Para una rotación cuyos dos ángulos de rotación forman un número racional, las trayectorias finalmente se volverán a conectar, mientras que para una proporción irracional no lo harán. Una rotación isoclínica formará un círculo de Villarceau en el toro, mientras que una rotación simple formará un círculo paralelo o perpendicular al eje central

Para cada rotación R en 4 dimensiones (con el origen fijo), hay al menos un par de planos bidimensionales ortogonales A y B, cada uno de los cuales es invariante y cuya suma directa A ⊕ B abarca todo el espacio 4D. Por lo tanto, R en cualquiera de estos dos planos produce una rotación ordinaria del plano. Para casi todos los R (todo el conjunto de rotaciones de 6 dimensiones excepto un subconjunto de 3 dimensiones), los ángulos de rotación α en el plano A y β en el plano B, ambos asumidos como distintos de cero, son diferentes. Los ángulos de rotación desiguales α y β que satisfacen −π < α, β < π son casi determinados exclusivamente por R. Suponiendo que el 4-espacio está orientado, entonces las orientaciones de los 2-planos A y B se pueden elegir de dos maneras consistentes con esta orientación. Si los ángulos de rotación son desiguales (α ≠ β), R a veces se denomina rotación doble.
En el caso de doble rotación, A y B son el único par de planos invariantes, y las semirrectas  a través del origen en A, B; se desplazan α y β respectivamente, y las semirrectas que pasan por el origen que no pertenecen a A o B, se desplazan según ángulos estrictamente comprendidos entre α y β.

#### Rotaciones isoclínicas
Si los ángulos de rotación de una rotación doble son iguales, entonces hay infinitos planos invariantes en lugar de solo dos, y todas las semirrectas que pasan por O se desplazan según el mismo ángulo. Estas rotaciones se denominan isoclínicas o rotaciones equiangulares, o también desplazamientos de Clifford. Sin embargo, no todos los planos a través de O son invariantes bajo rotaciones isoclínicas; solo los planos que ocupan una semirrecta y la semirrecta desplazada correspondiente son invariantes.
Suponiendo que se ha elegido una orientación fija para el espacio de 4 dimensiones, las rotaciones 4D isoclínicas se pueden clasificar en dos categorías. Para ver esto, considérese una rotación isoclínica R, y tómese un conjunto ordenado OU, OX, OY, OZ de orientación coherente de semirrectas mutuamente perpendiculares en O (denotado como OUXYZ) de modo que OU y OX abarquen un plano invariante, y por lo tanto OY y OZ también abarquen un plano invariante. Ahora supóngase que solo se especifica el ángulo de rotación α. Entonces, en general, hay cuatro rotaciones isoclínicas en los planos OUX y OYZ con un ángulo de rotación α, dependiendo de los sentidos de rotación en OUX y OYZ.
Tomando la convención de que los sentidos de rotación de OU a OX y de OY a OZ se consideran positivos, se tienen las cuatro rotaciones R1 = (+α, +α), R2 = (−α, −α), R3 = (+α, −α) y R4 = (−α, +α). R1 y R2 son inversas entre sí; al igual que R3 y R4. Mientras α se encuentre entre 0 y Π, estas cuatro rotaciones serán distintas.
Las rotaciones isoclínicas con signos iguales se denominan isoclínicas a la izquierda; aquellas con signos opuestos son isoclínicas a la derecha. Las rotaciones isoclínicas a la izquierda y a la derecha están representadas respectivamente por la multiplicación a la izquierda y a la derecha por cuaterniones unitarios (véase el párrafo Relación con los cuaterniones a continuación).
Las cuatro rotaciones son de paridad diferente excepto si α = 0 o α = π. El ángulo α = 0 corresponde a la rotación identidad; α = π corresponde a la simetría central, dada por el negativo de la matriz identidad. Estos dos elementos de SO(4) son los únicos que son simultáneamente isoclínicos a la izquierda y a la derecha.
La isoclinia a la izquierda y a la derecha así definida, parece depender de la rotación isoclínica específica que se hubiera seleccionado. Sin embargo, cuando se selecciona otra rotación isoclínica R′ con sus propios ejes OU′, OX′, OY′, OZ′, entonces siempre se puede elegir el orden de U′, X′, Y′, Z′ de tal manera que OUXYZ se pueda transformar en OU′X′Y′Z′ mediante una rotación en lugar de hacerlo por una rotación-reflexión (es decir, de modo que la base ordenada OU′, OX′, OY′, OZ′ también sea coherente con la misma elección fija de orientación que OU, OX, OY, OZ). Por lo tanto, una vez que se ha seleccionado una orientación (es decir, un sistema OUXYZ de ejes que se denota universalmente como a la derecha), se puede determinar el carácter a la izquierda o a la derecha de una rotación isoclínica específica.

### Estructura de grupo de SO(4)
SO(4) forma un grupo de Lie compacto, no conmutativo y de dimensión 6.
Cada plano a través del centro de rotación O es el eje planar de un isomorfismo que forma un subgrupo conmutativo con respecto a SO(2). Todos estos subgrupos son mutuamente conjugados en SO(4).
Cada par de planos completamente ortogonales que pasan a través de O forman un par de planos invariantes de un subgrupo conmutativo de SO(4) isomorfo a SO(2) × SO(2).
Estos grupos son toros máximos de SO(4), que se conjugan mutuamente en SO(4) (véase también toro de Clifford).
Todas las rotaciones isoclínicas a la izquierda forman un subgrupo no conmutativo S3L de SO(4), que es isomorfo al grupo multiplicativo S3 de los cuaterniones unitarios. Todas las rotaciones isoclínicas a la derecha también forman un subgrupo S3R de SO(4), isomorfo a S3. Tanto S3L como S3R son subgrupos máximos de SO(4).
Cada rotación isoclínica a la izquierda conmuta con una rotación isoclínica a la derecha. Esto implica que existe un producto directo S3L × S3R con subgrupos normales S3L y S3R. Los dos grupos cocientes correspondientes son isomorfos al otro factor del producto directo, es decir, isomorfos a S3 (esta correspondencia no cubre SO(4) ni un subgrupo de SO(4), puesto que S3L y S3R no son disjuntos: la identidad I y la inversión central −I pertenecen tanto a S3L como a S3R).
Cada rotación 4D A es de dos maneras el producto de las rotaciones isoclínicas a la izquierda y a la derecha AL y AR. AL y AR se determinan en conjunto hasta la inversión central, es decir, cuando tanto AL como AR se multiplican por la inversión central, su producto es A nuevamente.
Esto implica que S3L × S3R es el grupo de recubrimiento universal de SO(4), su doble recubrimiento único, y que S3L y S3R son subgrupos normales de SO(4). La rotación identidad I y la inversión central −I forman un grupo C2 de orden 2, que es el centro de SO(4) y de S3L y S3R. El centro de un grupo es un subgrupo normal de ese grupo. El grupo de factores de C2 en SO(4) es isomorfo a SO(3) × SO(3). Los grupos de factores de S3L por C2 y de S3R por C2 son cada uno isomorfos a SO(3). De manera similar, los grupos de factores de SO(4) por S3L y de SO(4) por S3R son cada uno isomorfos a SO(3).
La topología de SO(4) es la misma que la del grupo de Lie SO(3) × Spin(3)=SO(3) × SU(2), es decir, la topología de P3 × S3. Sin embargo, cabe destacar que como grupo de Lie, SO(4) no es un producto directo de grupos de Lie, por lo que no es isomorfo a SO(3) × Spin(3)=SO(3) × SU(2).

### Propiedad especial de SO (4) entre los grupos de rotación en general
Los grupos de rotación de dimensión impar no contienen la inversión central, y son grupos simples.
Los grupos de rotación de dimensiones pares contienen la inversión central −I y tienen el grupo C2 = {I,−I} como su centro. Desde SO(6) en adelante, son casi simples en el sentido de que los grupos cocientes de sus centros son grupos simples.
SO(4) es diferente: no existe conjugación por ningún elemento de SO(4) que transforme las rotaciones isoclínicas a la izquierda y a la derecha entre sí. Las reflexiones transforman una rotación isoclínica a la izquierda en una isoclínica a la derecha mediante conjugación, y viceversa. Esto implica que bajo el grupo O(4) de todas las isometrías con punto fijo O, los subgrupos S3L y S3R se conjugan mutuamente y, por lo tanto, no son subgrupos normales de O(4). El grupo de rotación en 5D, denominado SO(5) y todos los grupos de rotación superiores contienen subgrupos isomorfos a O(4). Al igual que SO(4), todos los grupos de rotación de dimensiones pares contienen rotaciones isoclínicas. Pero a diferencia de SO(4), en SO(6) y en todos los grupos de rotación de dimensiones más altas, cualquier par de rotaciones isoclínicas a través del mismo ángulo son conjugadas. Los conjuntos de todas las rotaciones isoclínicas no son ni siquiera subgrupos de SO(2N), y mucho menos subgrupos normales.

## Álgebra de las rotaciones en 4D
SO(4) se identifica comúnmente con el grupo de orientación que conserva las aplicaciones lineales isométricas de un espacio vectorial 4D con un producto interno en los números reales sobre sí mismo.
Con respecto a una base ortonormal, dicho espacio SO(4) se representa como el grupo de matrices ortogonales de cuarto orden sobre los números reales con determinante +1.

### Descomposición isoclínica
Una rotación 4D dada por su matriz se descompone en una rotación isoclínica a la izquierda y a la derecha como se indica a continuación:
Sea
{\displaystyle A={\begin{pmatrix}a_{00}&a_{01}&a_{02}&a_{03}\\a_{10}&a_{11}&a_{12}&a_{13}\\a_{20}&a_{21}&a_{22}&a_{23}\\a_{30}&a_{31}&a_{32}&a_{33}\\\end{pmatrix}}}
una matriz con respecto a una base ortonormal arbitraria.
Se calcula su matriz asociada
{\displaystyle M={\frac {1}{4}}{\begin{pmatrix}a_{00}+a_{11}+a_{22}+a_{33}&+a_{10}-a_{01}-a_{32}+a_{23}&+a_{20}+a_{31}-a_{02}-a_{13}&+a_{30}-a_{21}+a_{12}-a_{03}\\a_{10}-a_{01}+a_{32}-a_{23}&-a_{00}-a_{11}+a_{22}+a_{33}&+a_{30}-a_{21}-a_{12}+a_{03}&-a_{20}-a_{31}-a_{02}-a_{13}\\a_{20}-a_{31}-a_{02}+a_{13}&-a_{30}-a_{21}-a_{12}-a_{03}&-a_{00}+a_{11}-a_{22}+a_{33}&+a_{10}+a_{01}-a_{32}-a_{23}\\a_{30}+a_{21}-a_{12}-a_{03}&+a_{20}-a_{31}+a_{02}-a_{13}&-a_{10}-a_{01}-a_{32}-a_{23}&-a_{00}+a_{11}+a_{22}-a_{33}\end{pmatrix}}}
M tiene rango uno y posee módulo unidad como un vector 16D si y solo si A es efectivamente una matriz de rotación 4D. En este caso, existen números reales a, b, c, d y p, q, r, s de tal manera que
{\displaystyle M={\begin{pmatrix}ap&aq&ar&as\\bp&bq&br&bs\\cp&cq&cr&cs\\dp&dq&dr&ds\end{pmatrix}}}
y
{\displaystyle (ap)^{2}+\cdots +(ds)^{2}=\left(a^{2}+b^{2}+c^{2}+d^{2}\right)\left(p^{2}+q^{2}+r^{2}+s^{2}\right)=1.}
Hay exactamente dos conjuntos a, b, c, d y p, q, r, s, tales que a2 + b2 + c2 + d2 = 1 y p2 + q2 + r2 + s2 = 1. Ambos son opuestos entre sí.
La matriz de rotación es igual a
{\displaystyle {\begin{aligned}A&={\begin{pmatrix}ap-bq-cr-ds&-aq-bp+cs-dr&-ar-bs-cp+dq&-as+br-cq-dp\\bp+aq-dr+cs&-bq+ap+ds+cr&-br+as-dp-cq&-bs-ar-dq+cp\\cp+dq+ar-bs&-cq+dp-as-br&-cr+ds+ap+bq&-cs-dr+aq-bp\\dp-cq+br+as&-dq-cp-bs+ar&-dr-cs+bp-aq&-ds+cr+bq+ap\end{pmatrix}}\\&={\begin{pmatrix}a&-b&-c&-d\\b&\;\,\,a&-d&\;\,\,c\\c&\;\,\,d&\;\,\,a&-b\\d&-c&\;\,\,b&\;\,\,a\end{pmatrix}}{\begin{pmatrix}p&-q&-r&-s\\q&\;\,\,p&\;\,\,s&-r\\r&-s&\;\,\,p&\;\,\,q\\s&\;\,\,r&-q&\;\,\,p\end{pmatrix}}.\end{aligned}}}
Esta fórmula se debe a Van Elfrinkhof (1897).
El primer factor en esta descomposición representa una rotación isoclínica a la izquierda, el segundo factor es una rotación isoclínica a la derecha. Los factores se determinan hasta la matriz identidad negativa de cuarto orden, es decir, la inversión central.

### Relación con los cuaterniones
Un punto en el espacio de 4 dimensiones con coordenadas cartesianas (u, x, y, z) se puede representar mediante un cuaternión P = u + xi + yj + zk.
Una rotación isoclínica a la izquierda se representa mediante la multiplicación a la izquierda por un cuaternión unidad QL = a + bi + cj + dk. En lenguaje matricial, esto es
{\displaystyle {\begin{pmatrix}u'\\x'\\y'\\z'\end{pmatrix}}={\begin{pmatrix}a&-b&-c&-d\\b&\;\,\,a&-d&\;\,\,c\\c&\;\,\,d&\;\,\,a&-b\\d&-c&\;\,\,b&\;\,\,a\end{pmatrix}}{\begin{pmatrix}u\\x\\y\\z\end{pmatrix}}}
Del mismo modo, una rotación isoclínica a la derecha se representa mediante la multiplicación a la derecha por un cuaternión unidad QR = p + qi + rj + sk, que se encuentra en forma de vector matriz
{\displaystyle {\begin{pmatrix}u'\\x'\\y'\\z'\end{pmatrix}}={\begin{pmatrix}p&-q&-r&-s\\q&\;\,\,p&\;\,\,s&-r\\r&-s&\;\,\,p&\;\,\,q\\s&\;\,\,r&-q&\;\,\,p\end{pmatrix}}{\begin{pmatrix}u\\x\\y\\z\end{pmatrix}}.}
En la sección anterior se muestra cómo una rotación 4D general se divide en factores isoclínicos a la izquierda y a la derecha.
En el lenguaje de los cuaterniones, la fórmula de Van Elfrinkhof se lee como
{\displaystyle u'+x'i+y'j+z'k=(a+bi+cj+dk)(u+xi+yj+zk)(p+qi+rj+sk),}
o, en forma simbólica,
{\displaystyle P'=Q_{\mathrm {L} }PQ_{\mathrm {R} }.\,}
Según el matemático alemán Felix Klein, esta fórmula ya la conocía Cayley en 1854.
La multiplicación de cuaterniones es asociativa. Por lo tanto,
{\displaystyle P'=\left(Q_{\mathrm {L} }P\right)Q_{\mathrm {R} }=Q_{\mathrm {L} }\left(PQ_{\mathrm {R} }\right),\,}
lo que demuestra que las rotaciones isoclínicas a la izquierda y a la derecha conmutan entre sí.

### Valores propios de las matrices de rotación 4D
Los cuatro valores propios de una matriz de rotación 4D, generalmente tienen la forma de dos pares conjugados de números complejos de magnitud unidad. Si un valor propio es real, debe ser ±1, ya que una rotación no modifica la magnitud de un vector. El conjugado de ese valor propio también es la unidad, produciendo un par de vectores propios que definen un plano fijo, por lo que la rotación es simple. En la notación de los cuaterniones, una rotación a la derecha (es decir, no inversa) en SO(4) es una rotación simple propia si y solo si las partes reales de los cuaterniones unidad QL y QR son iguales en magnitud y tienen el mismo signo. Si ambos son cero, todos los valores propios de la rotación son la unidad, y la rotación es la rotación nula. Si las partes reales de QL y QR no son iguales, entonces todos los valores propios son complejos, y la rotación es una rotación doble.

### Fórmula de Euler-Rodrigues para rotaciones 3D
Es posible tratar eficientemente el espacio 3D ordinario como un subespacio con el sistema de coordenadas OXYZ del espacio 4D con el sistema de coordenadas OUXYZ. Su grupo de rotación SO(3) se identifica con el subgrupo de SO(4) representado por las matrices
{\displaystyle {\begin{pmatrix}1&\,\,0&\,\,0&\,\,0\\0&a_{11}&a_{12}&a_{13}\\0&a_{21}&a_{22}&a_{23}\\0&a_{31}&a_{32}&a_{33}\end{pmatrix}}.}
En la fórmula de Van Elfrinkhof de la subsección anterior, esta restricción a tres dimensiones lleva a p = a, q = −b, r = −c, s = −d o en la notación de los cuaterniones: QR = QL′ = QL−1.
La matriz de rotación 3D se convierte entonces en
{\displaystyle {\begin{pmatrix}a_{11}&a_{12}&a_{13}\\a_{21}&a_{22}&a_{23}\\a_{31}&a_{32}&a_{33}\end{pmatrix}}={\begin{pmatrix}a^{2}+b^{2}-c^{2}-d^{2}&2(bc-ad)&2(bd+ac)\\2(bc+ad)&a^{2}-b^{2}+c^{2}-d^{2}&2(cd-ab)\\2(bd-ac)&2(cd+ab)&a^{2}-b^{2}-c^{2}+d^{2}\end{pmatrix}},}
que es la representación de la rotación 3D por sus parámetros de Euler-Rodrigues: a, b, c, d.
La fórmula del cuaternión correspondiente P′ = QPQ−1, donde Q = QL, o, en forma expandida:
{\displaystyle x'i+y'j+z'k=(a+bi+cj+dk)(xi+yj+zk)(a-bi-cj-dk)}
es conocida como la fórmula de Hamilton-Cayley.

### Coordenadas de Hopf
Las rotaciones en el espacio 3D se hacen matemáticamente mucho más manejables mediante el uso de coordenadas esféricas. Cualquier rotación en 3D se puede caracterizar por un eje de rotación fijo y un plano invariante perpendicular a ese eje. Sin pérdida de generalidad, se puede tomar el plano xy como el plano invariante y el eje z como el eje fijo. Como las distancias radiales no se ven afectadas por la rotación, se caracteriza una rotación por su efecto en la esfera unitaria (2 esfera) mediante coordenadas esféricas referido al eje fijo y al plano invariante:
{\displaystyle {\begin{aligned}x&=\operatorname {sen} \theta \cos \phi \\y&=\operatorname {sen} \theta \operatorname {sen} \phi \\z&=\cos \theta \end{aligned}}}
Debido a que x2 + y2 + z2 = 1, los puntos se encuentran en la 2 esfera. Un punto en {θ0, φ0} girado por un ángulo φ sobre el eje z se especifica simplemente por {θ0, φ0 + φ}. Si bien las coordenadas hiperesféricas también son útiles para tratar las rotaciones en 4D, las coordenadas de Hopf {ξ1, η, ξ2}, un conjunto de tres coordenadas angulares que especifican una posición en la 3 esfera, proporciona un sistema de coordenadas aún más útil para 4D. Por ejemplo:
{\displaystyle {\begin{aligned}u&=\cos \xi _{1}\operatorname {sen} \eta \\z&=\operatorname {sen} \xi _{1}\operatorname {sen} \eta \\x&=\cos \xi _{2}\cos \eta \\y&=\operatorname {sen} \xi _{2}\cos \eta \end{aligned}}}
Debido a que u2 + x2 + y2 + z2 = 1, los puntos se encuentran en la 3 esfera.
En el espacio 4D, cada rotación sobre el origen tiene dos planos invariantes que son completamente ortogonales entre sí y que se intersecan en el origen, girando según dos ángulos independientes ξ1 y ξ2. Sin pérdida de generalidad, se pueden elegir, respectivamente, los planos uz y xy como estos planos invariantes. Una rotación en 4D de un punto {ξ10, η0, ξ20} a través de los ángulos ξ1 y ξ2 se expresa simplemente en coordenadas de Hopf como {ξ10 + ξ1, η0, ξ20 + ξ2}.

## Visualización de rotaciones en 4D

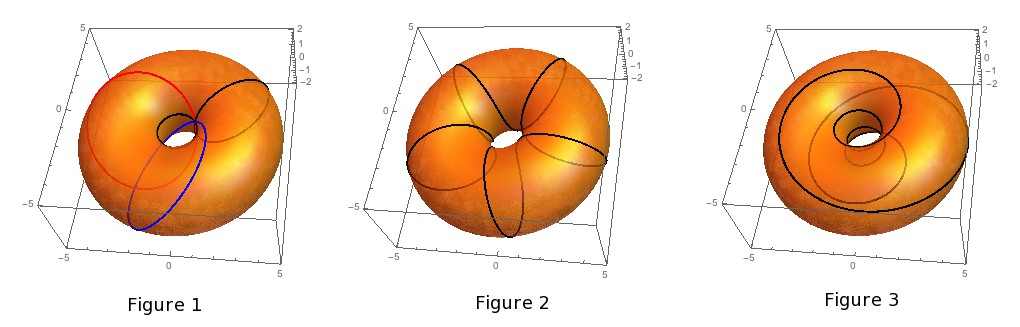
Trayectorias de un punto en el Toro de Clifford:
Fig.1: Rotaciones simples (negro) y rotaciones isoclínicas a la izquierda y a la derecha (rojo y azul)
Fig.2: Rotación general con desplazamientos angulares en una relación de 1:5
Fig.3: Rotación general con desplazamientos angulares en una relación de 5:1
Todas las imágenes son proyecciones estereográficas

Cada rotación en el espacio 3D tiene una línea de eje invariante que no se modifica con la rotación. La rotación se determina completamente especificando el eje de rotación y el ángulo de rotación alrededor de ese eje. Sin pérdida de generalidad, este eje puede elegirse como el eje z de un sistema de coordenadas cartesiano, permitiendo una visualización más simple de la rotación.
En el espacio 3D, las coordenadas esféricas {θ, φ} pueden verse como una expresión paramétrica de la 2 esfera. Para θ fijo, describen círculos en la 2 esfera que son perpendiculares al eje z, y estos círculos pueden verse como trayectorias de un punto en la esfera. Un punto {θ0, φ0} en la esfera, bajo una rotación alrededor del eje z, seguirá una trayectoria {θ0, φ0 + φ} a medida que el ángulo φ varía. La trayectoria puede verse como una rotación paramétrica en el tiempo, donde el ángulo de rotación varía linealmente con el tiempo: φ = ωt, siendo ω una velocidad angular.
Al igual que en el caso 3D, cada rotación en el espacio 4D tiene al menos dos planos axiales invariantes, que permanecen sin ser modificados por la rotación y son completamente ortogonales (es decir, se intersecan en un punto). La rotación se determina por completo especificando los planos axiales y los ángulos de rotación alrededor de ellos. Sin pérdida de generalidad, estos planos axiales pueden elegirse para ser los planos uz y xy de un sistema de coordenadas cartesiano, permitiendo una visualización más simple de la rotación.
En el espacio 4D, los ángulos de Hopf {ξ1, η, ξ2} parametrizan la 3 esfera. Para η fijo, describen un toro parametrizado por ξ1 y ξ2, siendo η = π4 el caso especial del toro de Clifford en los planos xy y uz. Estos toros no son los habituales que se encuentran en el espacio 3D. Si bien aún son superficies 2D, están incrustados en la 3 esfera, que puede ser proyectada estereográficamente en todo el espacio 3D euclidiano, y estos toros se visualizan entonces como los habituales toros de revolución. Se puede ver que un punto especificado por {ξ10, η0, ξ20} que experimenta una rotación según los planos invariantes uz y xy, permanecerá en el toro especificado por η0. La trayectoria de un punto se puede escribir como una función del tiempo con la forma {ξ10 + ω1t, η0, ξ20 + ω2t} y ser proyectada estereográficamente en su toro asociado, como en las siguientes figuras. En estas figuras, el punto inicial se toma como {0, π4, 0}, es decir, en el toro de Clifford. En la Fig. 1, se muestran dos trayectorias de rotación simples en negro, mientras que las trayectorias isoclínicas a la izquierda y a la derecha se muestran en rojo y azul respectivamente. En la Fig. 2, se muestra una rotación general en la que se representan ω1 = 1 y ω2 = 5, mientras que en la Fig. 3, se muestra una rotación general en la que aparecen ω1 = 5 y ω2 = 1.

## Generacíon de matrices de rotación 4D
Las rotaciones de cuatro dimensiones se pueden deducir de la fórmula de rotación de Rodrigues y de la fórmula de Cayley. Sea A una matriz antisimétrica de orden 4 × 4. La matriz antisimétrica A se puede descomponer de forma única como
{\displaystyle A=\theta _{1}A_{1}+\theta _{2}A_{2}}
en dos matrices antisimétricas A1 y A2 que satisfacen las propiedades A1A2 = 0, A13 = −A1 y A23 = −A2, donde ∓θ1i y ∓θ2i son los valores propios de A. Luego, las matrices de rotación 4D se pueden obtener de las matrices antisimétricas A1 y A2 mediante la fórmula de rotación de Rodrigues y la fórmula de Cayley.
Sea A una matriz antisimétrica de orden 4 × 4 distinta de cero, con el conjunto de valores propios
{\displaystyle \left\{\theta _{1}i,-\theta _{1}i,\theta _{2}i,-\theta _{2}i:{\theta _{1}}^{2}+{\theta _{2}}^{2}>0\right\}.}
Entonces, A se puede descomponer como
{\displaystyle A=\theta _{1}A_{1}+\theta _{2}A_{2}}
donde A1 y A2 son matrices antisimétricas que satisfacen las propiedades
{\displaystyle A_{1}A_{2}=A_{2}A_{1}=0,\qquad {A_{1}}^{3}=-A_{1},\quad {\text{and}}\quad {A_{2}}^{3}=-A_{2}.}
Además, las matrices antisimétricas A1 y A2 se obtienen únicamente como
{\displaystyle A_{1}={\frac {{\theta _{2}}^{2}A+A^{3}}{\theta _{1}\left({\theta _{2}}^{2}-{\theta _{1}}^{2}\right)}}}
y
{\displaystyle A_{2}={\frac {{\theta _{1}}^{2}A+A^{3}}{\theta _{2}\left({\theta _{1}}^{2}-{\theta _{2}}^{2}\right)}}.}
Entonces,
{\displaystyle R=e^{A}=I+\operatorname {sen} \theta _{1}A_{1}+\left(1-\cos \theta _{1}\right){A_{1}}^{2}+\operatorname {sen} \theta _{2}A_{2}+\left(1-\cos \theta _{2}\right){A_{2}}^{2}}
es una matriz de rotación en E4, generada por la fórmula de rotación de Rodrigues, con el conjunto de valores propios
{\displaystyle \left\{e^{\theta _{1}i},e^{-\theta _{1}i},e^{\theta _{2}i},e^{-\theta _{2}i}\right\}.}
También,
{\displaystyle R=(I+A)(I-A)^{-1}=I+{\frac {2\theta _{1}}{1+{\theta _{1}}^{2}}}A_{1}+{\frac {2{\theta _{1}}^{2}}{1+{\theta _{1}}^{2}}}{A_{1}}^{2}+{\frac {2\theta _{2}}{1+{\theta _{2}}^{2}}}A_{2}+{\frac {2{\theta _{2}}^{2}}{1+{\theta _{2}}^{2}}}{A_{2}}^{2}}
es una matriz de rotación en E4, que se genera mediante la fórmula de rotación de Cayley, de modo que el conjunto de valores propios de R es,
{\displaystyle \left\{{\frac {\left(1+\theta _{1}i\right)^{2}}{1+{\theta _{1}}^{2}}},{\frac {\left(1-\theta _{1}i\right)^{2}}{1+{\theta _{1}}^{2}}},{\frac {\left(1+\theta _{2}i\right)^{2}}{1+{\theta _{2}}^{2}}},{\frac {\left(1-\theta _{2}i\right)^{2}}{1+{\theta _{2}}^{2}}}\right\}.}
La matriz de rotación generadora se puede clasificar con respecto a los valores θ1 y θ2 de la siguiente manera:
1. Si θ1 = 0 y θ2 ≠ 0 o viceversa, entonces las fórmulas generan rotaciones simples;
2. Si θ1 y θ2 son distintos de cero y θ1 ≠ θ2, entonces las fórmulas generan rotaciones dobles;
3. Si θ1 y θ2 son distintos de cero y θ1 = θ2, entonces las fórmulas generan rotaciones isoclínicas.